# Горњи Липовац (Нова Капела)
Горњи Липовац (хрв. Gornji Lipovac) је насељено место у саставу општине Нова Капела, Бродско-посавска жупанија, Хрватска.

## Историја
До територијалне реорганизације у Хрватској био је у саставу старе општине Нова Градишка.

## Становништво
У попису становништва из 2011. године, Горњи Липовац је имао 88 становника.
| Број становника према пописима | Број становника према пописима | Број становника према пописима | Број становника према пописима | Број становника према пописима | Број становника према пописима | Број становника према пописима | Број становника према пописима | Број становника према пописима | Број становника према пописима | Број становника према пописима | Број становника према пописима | Број становника према пописима | Број становника према пописима | Број становника према пописима | Број становника према пописима |
| ------------------------------ | ------------------------------ | ------------------------------ | ------------------------------ | ------------------------------ | ------------------------------ | ------------------------------ | ------------------------------ | ------------------------------ | ------------------------------ | ------------------------------ | ------------------------------ | ------------------------------ | ------------------------------ | ------------------------------ | ------------------------------ |
| 1857                           | 1869                           | 1880                           | 1890                           | 1900                           | 1910                           | 1921                           | 1931                           | 1948                           | 1953                           | 1961                           | 1971                           | 1981                           | 1991                           | 2001                           | 2011                           |
| 227                            | 409                            | 407                            | 459                            | 475                            | 543                            | 555                            | 573                            | 334                            | 326                            | 310                            | 286                            | 208                            | 152                            | 132                            | 88                             |

Напомена: Од 1869. до 1931. садржи податке за село Павловци.